# 医師養成課程を持つ中華人民共和国の大学一覧
医師養成課程を持つ中華人民共和国の大学一覧（いしようせいかていをもつちゅうかじんみんきょうわこくのだいがくいちらん）では、医師の養成課程を有する中華人民共和国の大学の一覧を示す。また、医生が医師の中国語表記である。

## 華北

### 北京市
- 北京大学・医学部（中国語）（北京市海淀区）
- 北京協和医学院（併称：清華大学医学部）（北京市東城区 (北京市)）
- 首都医科大学（北京市豊台区）
- 北京中医薬大学（北京市朝陽区）

### 天津市
- 南開大学・医学院（中国語）（天津市南開区）
- 天津医科大学（中国語版）（天津市和平区 (天津市)）
- 天津医科大学臨床医学院（中国語版）（天津市浜海新区）
- 天津中医薬大学（天津市南開区）
- 天津医学高等専科学校（中国語版）（天津市河西区）

### 河北省
- 河北医科大学（石家荘市）
- 河北大学医学部（保定市）
- 河北医科大学臨床学院（中国語版）
- 河北中医学院（中国語版）（石家荘市）
- 承德医学院（中国語版）（承徳市）
- 河北化工医薬職業技術学院（中国語版）（石家庄市）
- 邢台医学高等専科学校（中国語版）（邢台市）
- 石家庄医学高等専科学校（中国語版）（石家庄市）
- 石家庄人民医学高等専科学校（中国語版）（石家庄市）
- 滄州医学高等専科学校（中国語版）（滄州市）

### 山西省
- 山西医科大学（中国語版）（太原市）
- 山西医科大学晋祠学院（中国語版）（独立学院（中国語版））（太原市晋源区）
- 長治医学院（中国語版）（長治市）
- 山西中医薬大学（中国語版）（太原市）

### 内モンゴル自治区
- 内モンゴル医科大学（中国語版）（フフホト市）
- 内蒙古科技大学包頭医学院（中国語版）（包頭市）
- ウランチャブ医学高等専科学校（中国語版）（ウランチャブ市）

## 東北

### 遼寧省
- 中国医科大学（瀋陽市瀋北新区）
- 大連医科大学（大連市）
- 大連医科大学中山学院（中国語版）（大連市）
- 遼寧中医薬大学（瀋陽市皇姑区）
- 瀋陽医学院（中国語版）（瀋陽市）
- 遼寧何氏医学院（中国語版）（瀋陽市渾南区（渾南新区））
- 遼寧中医薬大学杏林学院（中国語版）（瀋陽市）
- 錦州医科大学（中国語版）（錦州市）
- 錦州医科大学医療学院（中国語版）（錦州市）

### 吉林省
- 吉林大学・白求恩医学部（中国語）（旧 白求恩医科大学（中国語版））（長春市朝陽区 (長春市)）
- 長春中医薬大学（長春市）
- 長春医学高等専科学校（中国語版）（長春市）
- 吉林医薬学院（中国語版）（吉林市）
- 白城医学高等専科学校（中国語版）（白城市）

### 黒竜江省
- ハルビン医科大学（ハルビン市南崗区）
- 黒龍江中医薬大学（ハルビン市香坊区）
- チチハル医学院（中国語版）（チチハル市建華区）
- 大慶医学高等専科学校（中国語版）（大慶市）
- 牡丹江医学院（中国語版）（牡丹江市）

## 華東

### 上海市
- 中国人民解放軍海軍軍医大学（上海市楊浦区）
- 上海中医薬大学（上海市浦東新区）
- 上海交通大学・医学院（中国語）（上海市黄浦区）
- 復旦大学・上海医学院（中国語）（上海市徐匯区）
- 同済大学・医学院（中国語）（上海市）
- 上海健康医学院（中国語版）（上海市浦東新区）

### 山東省
- 青島大学 青島医学院（青島市市北区）
- 山東第二医科大学（濰坊市奎文区）
- 山東大学・医学院（中国語）（済南市歴下区）
- 山東第一医科大学（済南市）
- 済寧医学院（中国語版）（済寧市）
- 浜州医学院（中国語版）（浜州市）
- 康復大学（青島市）
- 斉魯医薬学院（中国語版）（淄博市）
- 山東中医薬大学（済南市）

### 江蘇省
- 東南大学・医学院（中国語）（南京市江寧区）
- 南京中医科大学（中国語版）（南京市）
- 南京中医薬大学（南京市栖霞区）
- 南京中医薬大学翰林学院（中国語版）（独立学院（中国語版））（泰州市）
- 江南大学（中国語版） 医学院（無錫市）
- 徐州医科大学（中国語版）（徐州市）
- 南通大学（中国語版） 医学院（南通市）
- 南京医科大学康达学院（中国語版）（阜新市海州区 (阜新市)）
- 江蘇大学（中国語版） 基礎医学・医学技術学院、臨床医学院（鎮江市京口区）

### 安徽省
- 安徽医科大学（中国語版）（合肥市）
- 安徽医科大学臨床医学院（合肥市）
- 安徽中医薬大学（合肥市）
- 安徽中医薬高等専科学校（中国語版）（蕪湖市）
- 安徽医学高等専科学校（中国語版）（合肥市）
- 皖南医学院（中国語版）（蕪湖市）
- 蚌埠医学院（中国語版）（蚌埠市）
- 蚌埠医科大学（中国語版）（蚌埠市竜子湖区）
- 皖西衛生職業学院（中国語版）（六安市）
- 安慶医薬高等専科学校（中国語版）（安慶市）
- 長沙衛生職業学院（中国語版）（長沙市長沙県長沙経済技術開発区（中国語版））
- 淮南職業技術学院（中国語版）（淮南市）

### 浙江省
- 温州医科大学（温州市甌海区）
- 温州医科大学 仁済学院（独立学院（中国語版））（温州市）
- 浙江大学医学院（中国語版）（延安路 (杭州)（中国語版））（紫金港キャンパス）（杭州市西湖区 (杭州市)）
- 杭州師範大学 浙北臨床医学院（杭州市余杭区）
- 寧波大学 医学院（寧波市江北区 (寧波市)）
- 浙江中医薬大学（杭州市浜江区）
- 杭州医学院（中国語版）（杭州市）

### 江西省
- 南昌大学（中国語版）・医学院（中国語）（南昌市）
- 江西中医薬大学（中国語版）（南昌市）
- 贛南医学院（中国語版）（贛州市）
- 井岡山大学（中国語版） 医学部（吉安市青原区）
- 江西中医薬高等専科学校（中国語版）（撫州市）

### 福建省
- 福建医科大学（中国語版）（福州市）
- 福建中医薬大学（福州市閩侯県）
- 厦門医学院（中国語版）（厦門市）
- 厦門大学 医学院（厦門市）
- 華僑大学（中国語版） 医学院（泉州市）
- 泉州医学高等専科学校（中国語版）(泉州市)
- 漳州衛生職業学院（中国語版） （漳州市薌城区）

## 中南
中国に返還後の香港特別行政区及びマカオ特別行政区はこの地域に含まれる。

### 河南省
- 鄭州大学（中国語版） 医学類学系（鄭州市）
- 河南中医薬大学（中国語版）（鄭州市）
- 新郷医学院（中国語版） （新郷市紅旗区）
- 新郷医学院三全学院（中国語版）（独立学院（中国語版））（新郷市）
- 河南医学高等専科学校（中国語版）（新鄭市）
- 商丘医学高等専科学校（中国語版）（商丘市）
- 南陽医学高等専科学校（中国語版）（南陽市 (河南省)）
- 漯河医学高等専科学校（中国語版）（漯河市）
- 河南科技大学（中国語版）（洛陽市）

### 湖北省
- 武漢大学・医学部（中国語）（武漢市）
- 湖北中医薬大学（中国語版）（武漢市洪山区）
- 湖北医薬学院（中国語版）（十堰市茅箭区）
- 長江大学（中国語版）（荊州市）

### 湖南省
- 中南大学 湘雅医学院（旧 湖南医科大学）（長沙市岳麓区）
- 湖南師範大学 医学院（長沙市岳麓区）
- 湖南中医薬大学（長沙市岳麓区）
- 湖南中医薬大学湘杏学院（中国語版）（長沙市）
- 長沙医学院（長沙市望城区）
- 長沙衛生職業学院（中国語版）（長沙市長沙県長沙経済技術開発区（中国語版））
- 湖南中医薬高等専科学校（中国語版）（株洲市）
- 湖南医薬学院（中国語版）（懐化市）
- 益阳医学高等専科学校（中国語版）（益陽市）
- 岳阳職業技術学院（中国語版）（岳陽市）
- 常德職業技術学院（中国語版）（常徳市）

### 広東省
- 中山大学・医学院（広州校区）（中国語）（広州市越秀区）
- 曁南大学 医学部（基礎医学院）（広州市天河区）
- 南方医科大学（中国語版）（広州市白雲区 (広州市)）
- 広州医科大学（中国語版）（広州市番禺区）
- 広州中医薬大学（中国語版）（広州市白雲区 (広州市)）
- 遵義医科大学珠海校区（中国語版）（遵義市）
- 広東医科大学（中国語版）（湛江市）
- 広東江門中医薬職業学院（中国語版）（江門市）
- 肇慶医学高等専科学校（中国語版）（肇慶市端州区）

### 広西チワン族自治区
- 広西大学 医学院（南寧市西郷塘区）
- 広西医科大学（南寧市青秀区）
- 広西中医薬大学（南寧市）
- 右江民族医学院（中国語版）（百色市）
- 桂林医学院（中国語版）（桂林市）

### 海南省
- 海南医学院（海口市）

## 西南

### 重慶市
- 中国人民解放軍陸軍軍医大学（中国語版）（重慶市沙坪ハ区）
- 西南大学 薬学院・中医薬学院（重慶市北碚区）
- 重慶医科大学（中国語版）（重慶市渝中区）
- 重慶医薬高等専科学校（中国語版）（重慶市沙坪ハ区）
- 重慶三峡医薬高等専科学校（中国語版）（重慶市万州区）

### 雲南省
- 雲南大学 医学院（昆明市五華区）
- 昆明医科大学（昆明市呈貢区）
- 雲南中医薬大学（昆明市呈貢区）
- 昆明医科大学海源学院（独立学院（中国語版））（昆明市）
- 曲靖医学高等専科学校（曲靖市）
- 保山中医薬高等専科学校（中国語版）（保山市）
- 楚雄医薬高等専科学校（中国語版）（楚雄イ族自治州）
- 大理大学 医学院（大理ペー族自治州）

### 貴州省
- 貴州大学（中国語版） 医学院（貴陽市）
- 貴州医科大学（貴安新区（中国語版）（貴陽市・安順市））
- 遵義医科大学（中国語版）（遵義市新蒲新区（中国語版））
- 遵義医科大学医学・科技学院（中国語版）（遵義市新蒲新区（中国語版））
- 貴州中医薬大学（中国語版）（貴陽市花渓区）
- 貴州中医薬大学時珍学院（中国語版）（貴陽市南明区）
- 遵義医薬高等専科学校（中国語版）（遵義市新蒲新区（中国語版））
- 畢節医学高等専科学校（中国語版）（畢節市金海湖新区（中国語版））
- 黔南民族医学高等専科学校（中国語版）（都勻市都勻経済開発区（中国語版））

### 四川省
- 四川大学・華西医学院（中国語）・法医学院（成都市）
- 西南交通大学 医学院（成都市）
- 成都中医薬大学（成都市）
- 成都医学院（中国語版）（成都市新都区）
- 西南医科大学（中国語版）（瀘州市）
- 川北医学院（中国語版）（南充市順慶区）
- 達州市中医薬職業学院（中国語版）（達州市）

## 西北

### 陝西省
- 中国人民解解放空軍軍医大学（中国語版）（西安市新城区 (西安市)）
- 西安交通大学・医学部（中国語）（西安市碑林区）
- 西安医学院（中国語版）（西安市）
- 西安医学高等専科学校（中国語版）（西安市）
- 陝西中医薬大学（中国語版）（咸陽市）

### 甘粛省
- 蘭州大学 医学類（蘭州市）
- 甘粛中医薬大学（中国語版）（蘭州市城関区 (蘭州市)）
- 甘粛医学院（中国語版）（平涼市崆峒区）

### 青海省
- 青海大学（中国語版） 医学院（西寧市城北区 (西寧市)）

### 寧夏回族自治区
- 寧夏医科大学（中国語版）（銀川市）

### 新疆ウイグル自治区
- 新疆医科大学（ウルムチ市）
- 新疆維吾爾医学専科学校（中国語版）（ホータン地区）